# Morti il 6 novembre

## IX secolo(1)
- 858 - Teodosio, vescovo cristiano orientale siro

## X secolo(2)
- 907 - Erberto I di Vermandois, conte
- 970 - Valperto, arcivescovo italiano

## XI secolo(2)
- 1046 - Stefano di Apt, vescovo francese (n. 975)
- 1078 - Bertoldo I di Zähringen, nobile tedesco (n. 1000)

## XIII secolo(3)
- 1218 - Federico Vanga, vescovo cattolico
- 1231 - Tsuchimikado, imperatore giapponese (n. 1196)
- 1281 - Aiglerio, arcivescovo cattolico francese

## XIV secolo(2)
- 1312 - Cristina di Stommeln, mistica tedesca (n. 1242)
- 1373 - John Thoresby, cardinale, arcivescovo cattolico e politico inglese (n. 1295)

## XV secolo(10)
- 1401 - Battista Boccanegra, politico italiano
- 1406 - Papa Innocenzo VII, papa, cardinale e arcivescovo cattolico italiano
- 1428 - Guillaume Fillastre, cardinale francese (n. 1348)
- 1428 - Nicola Viviani, vescovo cattolico italiano
- 1450 - Ermolao Donà, politico, diplomatico e militare italiano
- 1461 - John de Mowbray, III duca di Norfolk, nobile e militare britannico (n. 1415)
- 1480 - Ichijō Norifusa, militare giapponese (n. 1423)
- 1484 - Antonio Pucci, politico italiano (n. 1418)
- 1492 - Antoine Busnois, compositore e poeta francese (n. 1430)
- 1493 - Andrej Vasil'evič Bol'šoj, principe russo (n. 1446)

## XVI secolo(16)
- 1501 - Giovanni della Rovere, condottiero e politico italiano (n. 1457)
- 1507 - Pietro Casola, scrittore e presbitero italiano (n. 1427)
- 1550 - Ulrico di Württemberg, duca (n. 1487)
- 1562 - Achille Bocchi, umanista italiano (n. 1488)
- 1562 - Stefano Speroni, pittore italiano (n. 1502)
- 1573 - Ercole Bentivoglio, letterato italiano (n. 1507)
- 1576 - Andrea Matteo Acquaviva d'Aragona, arcivescovo cattolico italiano
- 1579 - Girolamo Federici, vescovo cattolico e giurista italiano (n. 1516)
- 1580 - Gianfilippo Ingrassia, medico e anatomista italiano (n. 1510)
- 1582 - Camilla Borromeo, nobildonna italiana
- 1585 - Lorenzo Campeggi, vescovo cattolico italiano (n. 1547)
- 1592 - Fernando de Gurrea y Aragón, nobile spagnolo (n. 1546)
- 1597 - Caterina Michela d'Asburgo, nobile spagnola (n. 1567)
- 1600 - Ankokuji Ekei, militare giapponese (n. 1539)
- 1600 - Ishida Mitsunari, militare giapponese (n. 1559)
- 1600 - Konishi Yukinaga, militare giapponese (n. 1555)

## XVII secolo(19)
- 1612 - Enrico Federico Stuart, principe britannico (n. 1594)
- 1613 - Martin Ruzé de Beaulieu, politico francese (n. 1526)
- 1620 - Richard Carew, storico, traduttore e antiquario inglese (n. 1555)
- 1632 - Gustavo II Adolfo di Svezia, re svedese (n. 1594)
- 1643 - Abraham Azulai, rabbino e religioso marocchino (n. 1570)
- 1649 - Owen Roe O'Neill, generale irlandese
- 1650 - Guglielmo II d'Orange, nobile olandese (n. 1626)
- 1651 - Georg Adam von Martinitz, nobile ceco (n. 1602)
- 1656 - Giovanni IV del Portogallo, nobile portoghese (n. 1604)
- 1658 - Pieter de Bloot, pittore olandese (n. 1601)
- 1658 - Cristóbal de la Cerda y Sotomayor, avvocato e funzionario spagnolo
- 1658 - Pierre du Ryer, drammaturgo francese (n. 1605)
- 1668 - Claude Picot, abate francese (n. 1614)
- 1670 - Francesco Nerli il Vecchio, cardinale e arcivescovo cattolico italiano (n. 1594)
- 1671 - Jan de Bisschop, pittore e incisore olandese (n. 1628)
- 1671 - Angelo Celsi, cardinale italiano (n. 1600)
- 1672 - Heinrich Schütz, compositore e organista tedesco (n. 1585)
- 1692 - Gédéon Tallemant des Réaux, scrittore e poeta francese (n. 1619)
- 1697 - Domenico Maria Corsi, cardinale e vescovo cattolico italiano (n. 1633)

## XVIII secolo(24)
- 1713 - Francesco Carlo di Auersperg, nobile e militare austriaco (n. 1660)
- 1714 - Filippo II Colonna, nobile italiano (n. 1663)
- 1715 - Gülnuş Sultan, sultana ottomana
- 1725 - Carl Gustav Heraeus, numismatico e antiquario svedese (n. 1671)
- 1730 - Hans Hermann von Katte, militare prussiano (n. 1704)
- 1739 - Samuel Wesley, poeta e religioso britannico (n. 1691)
- 1742 - Martin Frantz, architetto estone (n. 1679)
- 1758 - Enrico XXXV di Schwarzburg-Sondershausen, nobile (n. 1689)
- 1770 - Joseph Smith, banchiere, collezionista d'arte e diplomatico inglese (n. 1682)
- 1771 - Ahutoru, tahitiano
- 1771 - John Bevis, astronomo e medico britannico (n. 1695)
- 1774 - Francesco Maria Manzi, arcivescovo cattolico italiano (n. 1694)
- 1776 - Gaetano I Sessi, nobile italiano
- 1777 - François de Robespierre, avvocato e insegnante francese (n. 1732)
- 1777 - Bernard de Jussieu, botanico e medico francese (n. 1699)
- 1782 - Aloys Paul Trabucco, medico italiano (n. 1744)
- 1784 - Giuseppe Arena, compositore e organista italiano (n. 1713)
- 1785 - Giorgio Augusto di Meclemburgo-Strelitz, militare e nobile austriaco (n. 1748)
- 1786 - Horace Mann, ambasciatore britannico (n. 1706)
- 1786 - Antonio Nebbia, cuoco italiano (n. 1723)
- 1793 - Luigi Filippo II di Borbone-Orléans, nobile (n. 1747)
- 1794 - Mary Wortley-Montagu, nobile britannica (n. 1718)
- 1795 - Jiří Antonín Benda, compositore ceco (n. 1722)
- 1796 - Nathan Brownson, medico e politico statunitense (n. 1742)

## XIX secolo(56)
- 1801 - John Barber, ingegnere inglese (n. 1734)
- 1809 - Gaetano Callani, pittore e scultore italiano (n. 1736)
- 1816 - Carlo II di Meclemburgo-Strelitz, sovrano tedesco (n. 1741)
- 1816 - Gouverneur Morris, politico statunitense (n. 1752)
- 1816 - María Manuela Pignatelli de Aragón y Gonzaga, nobile spagnola (n. 1753)
- 1817 - Carlotta Augusta di Hannover, principessa britannica (n. 1796)
- 1819 - Jacob Sarratt, scacchista inglese (n. 1772)
- 1822 - Claude Louis Berthollet, chimico e scienziato francese (n. 1748)
- 1831 - Nicolas de La Motte, avventuriero e truffatore francese (n. 1755)
- 1835 - Heinrich Gustav Flörke, botanico tedesco (n. 1764)
- 1835 - Henri de Rigny, ammiraglio francese (n. 1782)
- 1836 - Carlo X di Francia, sovrano francese (n. 1757)
- 1836 - Giambattista Fardella, generale e collezionista d'arte italiano (n. 1762)
- 1837 - Jonathan Carl Zenker, naturalista e botanico tedesco (n. 1799)
- 1842 - Franz Jaschke, pittore austriaco (n. 1775)
- 1844 - Giuseppe Francesco Médail, imprenditore e mercante italiano (n. 1784)
- 1845 - Charles Stuart, I barone Stuart de Rothesay, diplomatico inglese (n. 1779)
- 1846 - Aleksandre Ch'avch'avadze, poeta e generale georgiano (n. 1786)
- 1850 - Friedrich Wilhelm von Brandenburg, generale e politico prussiano (n. 1792)
- 1857 - Maria Amalia di Borbone-Due Sicilie, principessa italiana (n. 1818)
- 1858 - Artemio di Alessandria, arcivescovo ortodosso greco (n. 1775)
- 1858 - Samuel Cornish, giornalista statunitense (n. 1795)
- 1860 - Charles John Napier, ammiraglio britannico (n. 1786)
- 1862 - Nicola Caputo, vescovo cattolico italiano (n. 1774)
- 1865 - Thérèse Wartel, pianista, compositrice e critica musicale francese (n. 1814)
- 1866 - John Beresford, IV marchese di Waterford, politico irlandese (n. 1814)
- 1866 - Christian Albrecht Bluhme, politico danese (n. 1794)
- 1872 - George G. Meade, generale statunitense (n. 1815)
- 1873 - William Joseph Hardee, generale statunitense (n. 1815)
- 1875 - Marietta Brambilla, contralto italiano (n. 1807)
- 1875 - Wojciech Stattler, pittore polacco (n. 1800)
- 1876 - Giacomo Antonelli, cardinale italiano (n. 1806)
- 1877 - Federico Fratini, patriota e politico italiano (n. 1828)
- 1877 - Michail Pavlovič Grabbe, generale russo (n. 1834)
- 1878 - Samuel Phelps, attore teatrale, regista e direttore teatrale inglese (n. 1804)
- 1880 - Giusto Bellavitis, matematico italiano (n. 1803)
- 1880 - Estanislao del Campo, poeta argentino (n. 1834)
- 1882 - Franz Hermann Troschel, zoologo tedesco (n. 1810)
- 1883 - Luigi Bruzza, archeologo e epigrafista italiano (n. 1813)
- 1884 - William Wells Brown, scrittore, commediografo e storico statunitense (n. 1814)
- 1884 - Henry Fawcett, politico e economista britannico (n. 1833)
- 1884 - George Vane-Tempest, nobile e politico irlandese (n. 1821)
- 1887 - Eugène Pottier, poeta e rivoluzionario francese (n. 1816)
- 1892 - Afzal ul-Mulk, principe indiano (n. 1867)
- 1892 - Juana Manuela Gorriti, scrittrice e giornalista argentina (n. 1819)
- 1892 - Wilhelm Maurenbrecher, storico tedesco (n. 1838)
- 1893 - Pëtr Il'ič Čajkovskij, compositore russo (n. 1840)
- 1895 - Luigi Giuseppe Lasagna, vescovo cattolico italiano (n. 1850)
- 1896 - Jean Baptiste Barla, micologo francese (n. 1817)
- 1896 - Maurice Le Sage d'Hauteroche d'Hulst, teologo e scrittore francese (n. 1841)
- 1896 - Guglielmo Nicola di Württemberg, militare austriaco (n. 1828)
- 1897 - Édouard Deldevez, compositore, direttore d'orchestra e violinista francese (n. 1817)
- 1897 - Eduard Engelmann, pattinatore artistico su ghiaccio e imprenditore austriaco (n. 1833)
- 1899 - Audishu V Khayyat, patriarca cattolico iracheno (n. 1827)
- 1900 - Paku Alam V, sovrano indonesiano (n. 1835)
- 1900 - Henri t'Kint de Roodenbeke, nobile, politico e diplomatico belga (n. 1817)

## XX secolo(241)
- 1901 - Kate Greenaway, artista e scrittrice britannica (n. 1846)
- 1903 - Giovanni de Ciotta, politico italiano (n. 1824)
- 1905 - Léon Abry, pittore belga (n. 1857)
- 1905 - George Williams, pedagogo britannico (n. 1821)
- 1907 - Sophie Crüwell, soprano tedesco (n. 1826)
- 1909 - Frank Becton, calciatore inglese (n. 1873)
- 1910 - Giuseppe Cesare Abba, scrittore e militare italiano (n. 1838)
- 1911 - Gustav Gröber, filologo tedesco (n. 1844)
- 1911 - Joseph Victor Widmann, scrittore, giornalista e critico letterario svizzero (n. 1842)
- 1912 - Mykola Vіtalіjovyč Lysenko, compositore, pianista e direttore d'orchestra ucraino (n. 1842)
- 1913 - Luigi Roux, politico, giornalista e editore italiano (n. 1848)
- 1915 - Carlo Galletti, calciatore italiano (n. 1888)
- 1915 - Sylvanus Stall, scrittore e pastore protestante statunitense (n. 1847)
- 1915 - Peter Arrell Brown Widener, imprenditore, filantropo e collezionista d'arte statunitense (n. 1834)
- 1917 - Oskar Kohnstamm, psichiatra e neurologo tedesco (n. 1871)
- 1917 - Rudolf Szepessy-Sokoll, aviatore austro-ungarico (n. 1891)
- 1918 - Ernesto Breda, ingegnere e imprenditore italiano (n. 1852)
- 1918 - Giuseppe Manfredi, magistrato, politico e patriota italiano (n. 1828)
- 1918 - Wally Moes, pittrice olandese (n. 1856)
- 1918 - Arthur Wear, tennista statunitense (n. 1880)
- 1920 - Leopoldo Dotti, calciatore italiano (n. 1895)
- 1920 - Ludovico in Baviera, duca (n. 1831)
- 1920 - Hugo Ribbert, patologo tedesco (n. 1855)
- 1920 - Arturo Soria, urbanista, ingegnere e giornalista spagnolo (n. 1844)
- 1920 - Maria Waldmann, mezzosoprano austriaca (n. 1845)
- 1922 - William Baines, compositore britannico (n. 1899)
- 1922 - Morgan Bulkeley, politico e dirigente sportivo statunitense (n. 1837)
- 1922 - Vittorio Murari Dalla Corte Brà, generale italiano (n. 1859)
- 1925 - Khải Định, imperatore vietnamita (n. 1885)
- 1927 - Giovanni Antonio Campostrini, ingegnere e politico italiano (n. 1862)
- 1928 - Lu Rongting, generale e politico cinese (n. 1859)
- 1929 - Columbano Bordalo Pinheiro, pittore portoghese (n. 1857)
- 1929 - Massimiliano di Baden, politico tedesco (n. 1867)
- 1929 - Jacques Rigaut, scrittore francese (n. 1898)
- 1930 - Adolf Wölfli, pittore svizzero (n. 1864)
- 1931 - Leyla Açba, principessa e scrittrice abcasa (n. 1898)
- 1931 - Jack Chesbro, giocatore di baseball statunitense (n. 1874)
- 1932 - Erasmo Piaggio, imprenditore, armatore e banchiere italiano (n. 1845)
- 1933 - Andrej Ljapčev, politico bulgaro (n. 1866)
- 1934 - Alfred Richard Orage, filosofo e editore britannico (n. 1873)
- 1935 - Giulia Cavallari Cantalamessa, insegnante, scrittrice e attivista italiana (n. 1856)
- 1935 - Hugo Heermann, violinista e docente tedesco (n. 1844)
- 1935 - Henry Fairfield Osborn, paleontologo statunitense (n. 1857)
- 1936 - Osip Braz, pittore russo (n. 1873)
- 1937 - Colin Campbell Cooper, pittore statunitense (n. 1856)
- 1938 - Mary H. J. Henderson, militare scozzese (n. 1874)
- 1939 - Adolf Brütt, scultore tedesco (n. 1855)
- 1939 - Adolphe Max, politico belga (n. 1869)
- 1940 - Luigi Magliani, militare italiano (n. 1914)
- 1940 - Leopoldo Moggi, militare e aviatore italiano (n. 1918)
- 1940 - Francesco Savini, storico, archeologo e bibliografo italiano (n. 1846)
- 1941 - Joachim Gottschalk, attore tedesco (n. 1904)
- 1941 - Maurice Leblanc, scrittore francese (n. 1864)
- 1941 - Riccardo Moroder, imprenditore e politico italiano (n. 1876)
- 1941 - William Sulzer, avvocato e politico statunitense (n. 1863)
- 1942 - Edward Augustus Arnold, editore britannico (n. 1857)
- 1942 - Georg Buschan, etnologo tedesco (n. 1863)
- 1942 - Louise Stichel, ballerina e coreografa italiana (n. 1856)
- 1943 - Marie-Eugène Debeney, generale francese (n. 1864)
- 1943 - Ernst Kupfer, militare e aviatore tedesco (n. 1907)
- 1943 - Achille Loria, economista italiano (n. 1857)
- 1944 - Clara Driscoll, designer statunitense (n. 1861)
- 1944 - Walter Guinness, I barone Moyne, politico britannico (n. 1880)
- 1947 - William C. Dowlan, attore e regista statunitense (n. 1882)
- 1947 - Antonio Gómez Restrepo, diplomatico, poeta e saggista colombiano (n. 1869)
- 1947 - Umberto Mozzato, attore e regista italiano (n. 1879)
- 1948 - Bartolo Nigrisoli, chirurgo italiano (n. 1858)
- 1948 - Karl Schmidt-Hellerau, ebanista e imprenditore tedesco (n. 1873)
- 1949 - Lester Allen, attore statunitense (n. 1891)
- 1949 - Gino Borgatta, economista italiano (n. 1888)
- 1949 - Mario Pascal, matematico italiano (n. 1896)
- 1949 - Aarne Pelkonen, ginnasta finlandese (n. 1891)
- 1950 - Oscar Tschirky, scrittore svizzero (n. 1866)
- 1951 - Pierre Braine, calciatore belga (n. 1900)
- 1951 - Max Braun, ingegnere, inventore e imprenditore tedesco (n. 1890)
- 1951 - Julius Hartmann, fisico danese (n. 1881)
- 1951 - Tom Kiely, multiplista britannico (n. 1869)
- 1951 - Antonín Klicpera, calciatore cecoslovacco (n. 1901)
- 1951 - Garfield MacDonald, triplista, lunghista e altista canadese (n. 1881)
- 1952 - Beniamino Donzelli, imprenditore, dirigente d'azienda e politico italiano (n. 1863)
- 1952 - Ulderico Mazzolani, avvocato e politico italiano (n. 1877)
- 1952 - Franco Oliva, architetto e incisore italiano (n. 1885)
- 1952 - Arthur Rosenkampff, ginnasta e multiplista statunitense (n. 1884)
- 1953 - Willy Baumgärtner, calciatore tedesco (n. 1890)
- 1955 - Sándor Bodnár, calciatore ungherese (n. 1890)
- 1955 - Willy Logan, pattinatore di velocità su ghiaccio canadese (n. 1907)
- 1955 - Arturo Marescalchi, politico e enologo italiano (n. 1869)
- 1955 - Jack McGrath, pilota automobilistico statunitense (n. 1919)
- 1956 - Paul Kelly, attore statunitense (n. 1899)
- 1957 - Isolde Frölian, ginnasta tedesca (n. 1908)
- 1957 - Lucien Letailleur, calciatore francese (n. 1885)
- 1958 - Giannīs Andrianopoulos, calciatore greco (n. 1900)
- 1959 - José P. Laurel, politico, avvocato e giudice filippino (n. 1891)
- 1959 - Ivan Il'ič Leonidov, architetto, urbanista e pittore russo (n. 1902)
- 1959 - Kurt Runge, canottiere tedesco (n. 1887)
- 1959 - Gino Sandri, pittore italiano (n. 1892)
- 1960 - Erich Raeder, ammiraglio tedesco (n. 1876)
- 1960 - Olivia Rossetti Agresti, scrittrice, traduttrice e editrice inglese (n. 1875)
- 1960 - Vincenzo Tamborino, politico italiano (n. 1874)
- 1961 - Harry DeBaecke, canottiere statunitense (n. 1879)
- 1961 - Frederick Etchen, tiratore a segno statunitense (n. 1884)
- 1961 - Giovanni Sartori, politico italiano (n. 1894)
- 1961 - Fritz Schwarz, bobbista tedesco (n. 1899)
- 1961 - Axel Wahlberg, schermidore svedese (n. 1941)
- 1962 - Antonio Baldini, giornalista, critico letterario e scrittore italiano (n. 1889)
- 1962 - Ulrich Rück, chimico tedesco (n. 1882)
- 1964 - Hans Karl August Simon von Euler-Chelpin, biochimico svedese (n. 1873)
- 1964 - Hugo Koblet, ciclista su strada e pistard svizzero (n. 1925)
- 1964 - Gottfried Kottmann, bobbista svizzero (n. 1932)
- 1964 - Anita Malfatti, pittrice brasiliana (n. 1889)
- 1964 - H. Beam Piper, scrittore, romanziere e scrittore di fantascienza statunitense (n. 1904)
- 1964 - Henri Piéron, psicologo francese (n. 1881)
- 1964 - Rajendra Prakash, principe indiano (n. 1913)
- 1965 - Fedir Duz-Chotymyrs'kyj, scacchista sovietica (n. 1879)
- 1965 - Gerhard Feyerabend, generale tedesco (n. 1898)
- 1965 - Edgard Varèse, compositore francese (n. 1883)
- 1965 - Clarence Williams, musicista e compositore statunitense (n. 1898)
- 1966 - Anton Gino Domeneghini, produttore cinematografico e regista italiano (n. 1897)
- 1966 - Nick Gentile, mafioso italiano (n. 1885)
- 1966 - Othmar Schmalz, pallanuotista svizzero (n. 1903)
- 1966 - Oberdan Vigna, politico italiano (n. 1884)
- 1967 - Giuseppe Boattini, architetto e pittore italiano (n. 1893)
- 1967 - Jean Dufay, astronomo e astrofisico francese (n. 1896)
- 1968 - Charles Butler McVay III, ammiraglio statunitense (n. 1898)
- 1968 - Charles Münch, direttore d'orchestra e violinista francese (n. 1891)
- 1969 - Vincenzo Fasolo, architetto, ingegnere e storico dell'architettura italiano (n. 1885)
- 1969 - Max Knoll, ingegnere e inventore tedesco (n. 1897)
- 1970 - Leonida Barboni, direttore della fotografia italiano (n. 1909)
- 1970 - Bruno Cassinelli, avvocato e politico italiano (n. 1893)
- 1970 - Italo Garinei, anarchico, sindacalista e pubblicista italiano (n. 1886)
- 1970 - Agustín Lara, compositore e cantante messicano (n. 1900)
- 1971 - Spessard Holland, politico e avvocato statunitense (n. 1892)
- 1971 - Giovanni Tanasco, politico e antifascista italiano (n. 1889)
- 1972 - Rafael Bardem, attore spagnolo (n. 1889)
- 1972 - Pietro Pandiani, partigiano e militare italiano (n. 1915)
- 1972 - Eugen Placeriano, calciatore jugoslavo (n. 1897)
- 1972 - Umberto Zimelli, scenografo, illustratore e pittore italiano (n. 1898)
- 1973 - Noël Roquevert, attore francese (n. 1892)
- 1973 - Erich Wollenberg, politico, militare e giornalista tedesco (n. 1892)
- 1974 - Franco Antonicelli, saggista, poeta e antifascista italiano (n. 1902)
- 1974 - Savino Bellini, calciatore e allenatore di calcio italiano (n. 1913)
- 1974 - Henrique Golland Trindade, arcivescovo cattolico brasiliano (n. 1897)
- 1975 - Umberto Caldora, storico italiano (n. 1924)
- 1975 - Vicente Feola, calciatore e allenatore di calcio brasiliano (n. 1909)
- 1975 - Ernst Hanfstaengl, imprenditore tedesco (n. 1887)
- 1975 - Shimun XXI Eshai, vescovo cristiano orientale siro (n. 1908)
- 1975 - Attilio Ortolani, attore italiano (n. 1897)
- 1976 - Gastone Ciapini, attore italiano (n. 1894)
- 1976 - Patrick Dennis, scrittore statunitense (n. 1921)
- 1976 - Franz Hölbl, sollevatore austriaco (n. 1927)
- 1976 - Alexander Wiener, immunologo statunitense (n. 1907)
- 1976 - Domenico Zappone, giornalista e scrittore italiano (n. 1911)
- 1977 - André Le Fèvre, calciatore olandese (n. 1898)
- 1977 - Willie McLean, calciatore scozzese (n. 1904)
- 1977 - Armando Rossi, cestista peruviano (n. 1915)
- 1978 - Harry Bertoia, scultore e designer italiano (n. 1915)
- 1978 - Sergio Susmel, calciatore italiano (n. 1923)
- 1978 - Heiri Suter, ciclista su strada e pistard svizzero (n. 1899)
- 1979 - Luis Mayanés, calciatore cileno (n. 1925)
- 1979 - Cecil Purdy, scacchista australiano (n. 1906)
- 1979 - Alberto Rossi Longhi, diplomatico italiano (n. 1895)
- 1980 - Ali Benouna, calciatore francese (n. 1907)
- 1980 - Giovanni De Carli, calciatore italiano (n. 1903)
- 1980 - Alessandro Lissoni, architetto, designer e urbanista italiano (n. 1907)
- 1980 - Wilbur Schu, cestista statunitense (n. 1922)
- 1980 - Lionel Smith, calciatore inglese (n. 1920)
- 1981 - Sebastiano Bosio, chirurgo italiano (n. 1929)
- 1982 - Paul Balog, numismatico, archeologo e medico ungherese (n. 1900)
- 1982 - Marc Gilbert, conduttore televisivo, critico letterario e giornalista francese (n. 1934)
- 1982 - Austin Loomer Rand, zoologo canadese (n. 1905)
- 1982 - Shirō Teshima, calciatore giapponese (n. 1907)
- 1983 - Antonio Aniante, scrittore e commediografo italiano (n. 1900)
- 1983 - Renato Chiodini, militare italiano (n. 1914)
- 1983 - Italo Giovannucci, politico e avvocato italiano (n. 1903)
- 1983 - Hermann Hörlin, alpinista e fisico tedesco (n. 1903)
- 1983 - Marcel Peyrouton, politico francese (n. 1887)
- 1983 - Josef Šíma, calciatore cecoslovacco (n. 1905)
- 1984 - Mickey Cave, calciatore inglese (n. 1949)
- 1984 - Josep Antoni Coderch, architetto spagnolo (n. 1913)
- 1984 - Helen Balfour Morrison, fotografa statunitense (n. 1890)
- 1984 - Domenico Purificato, pittore italiano (n. 1915)
- 1984 - Primo Zeglio, regista, sceneggiatore e pittore italiano (n. 1906)
- 1985 - György Bónis, giurista e storico ungherese (n. 1914)
- 1985 - Gino Cortelazzo, scultore italiano (n. 1927)
- 1985 - Sanjeev Kumar, attore indiano (n. 1938)
- 1986 - Ezio Bruno Caraceni, scultore e pittore italiano (n. 1927)
- 1986 - Elisabeth Grümmer, soprano tedesco (n. 1911)
- 1986 - James S Holmes, poeta e traduttore olandese (n. 1924)
- 1986 - Lili Kraus, pianista ungherese (n. 1903)
- 1986 - Mario Scotto, arbitro di calcio italiano (n. 1904)
- 1987 - Ross Barnett, politico statunitense (n. 1898)
- 1987 - Eugenio Bonicco, sciatore alpino italiano (n. 1919)
- 1987 - Zohar Argov, cantante israeliano (n. 1955)
- 1987 - Jean Rivier, musicista francese (n. 1896)
- 1988 - John Hubbard, attore statunitense (n. 1914)
- 1988 - Neri Pozza, partigiano, scrittore e editore italiano (n. 1912)
- 1989 - Margarete Buber-Neumann, scrittrice e giornalista tedesca (n. 1901)
- 1989 - George Fett, fumettista statunitense (n. 1920)
- 1989 - Primo Gasbarri, vescovo cattolico italiano (n. 1911)
- 1989 - Yūsaku Matsuda, attore giapponese (n. 1949)
- 1989 - Bjarne Rosén, calciatore norvegese (n. 1909)
- 1990 - Traian Crișan, arcivescovo cattolico rumeno (n. 1918)
- 1990 - Lex Franken, pallanuotista olandese (n. 1916)
- 1990 - Will Kuluva, attore, produttore cinematografico e produttore televisivo statunitense (n. 1917)
- 1991 - Boris Aleksandrovič Arbuzov, chimico sovietico (n. 1903)
- 1991 - Fabrizio Bartolini, calciatore italiano (n. 1924)
- 1991 - Harriet Bland, velocista statunitense (n. 1915)
- 1991 - Sergio Saroni, pittore italiano (n. 1934)
- 1991 - Gene Tierney, attrice statunitense (n. 1920)
- 1992 - Sebastián Gualco, calciatore argentino (n. 1912)
- 1993 - Giuseppe Gerbi, calciatore italiano (n. 1912)
- 1993 - Joseph Serchuk, partigiano polacco (n. 1919)
- 1994 - Raisa Esipova, attrice sovietica (n. 1906)
- 1994 - Dean Gallo, politico statunitense (n. 1935)
- 1994 - Fernando de Santiago y Díaz de Mendívil, generale e politico spagnolo (n. 1910)
- 1995 - Bill Cheesbourg, pilota automobilistico statunitense (n. 1927)
- 1995 - Aneta Corsaut, attrice statunitense (n. 1933)
- 1995 - Ernst Mengersen, ufficiale tedesco (n. 1912)
- 1996 - Harry Brophy, allenatore di calcio e calciatore inglese (n. 1916)
- 1996 - Vadim Ivanov, allenatore di calcio e calciatore sovietico (n. 1943)
- 1996 - Tommy Lawton, allenatore di calcio e calciatore inglese (n. 1919)
- 1996 - Aldo Magri, generale italiano (n. 1910)
- 1996 - Peggy Pollard, scrittrice britannica (n. 1903)
- 1996 - Mario Savio, attivista statunitense (n. 1942)
- 1997 - Luigi Cantone, schermidore italiano (n. 1917)
- 1997 - Norbert Carbonnaux, regista cinematografico e sceneggiatore francese (n. 1918)
- 1997 - Ray Daniel, calciatore e allenatore di calcio gallese (n. 1928)
- 1997 - Guido Ianni, politico italiano (n. 1927)
- 1997 - Anne Stine Ingstad, archeologa norvegese (n. 1918)
- 1997 - Igor Loro, hockeista su ghiaccio italiano (n. 1976)
- 1997 - Josef Pieper, filosofo tedesco (n. 1904)
- 1998 - Johfra Bosschart, artista olandese (n. 1919)
- 1998 - Jack Hartman, allenatore di pallacanestro statunitense (n. 1925)
- 1998 - Niklas Luhmann, sociologo e filosofo tedesco (n. 1927)
- 1998 - Mohamed Taki Abdoulkarim, politico comoriano (n. 1936)
- 1999 - Sleim Ammar, scrittore, psichiatra e saggista tunisino (n. 1927)
- 1999 - Lino Beccati, militare italiano (n. 1913)
- 1999 - George V. Higgins, scrittore e giornalista statunitense (n. 1939)
- 2000 - Herbert Brün, compositore e docente tedesco (n. 1918)
- 2000 - Enrico Castiglioni, architetto, pittore e scultore italiano (n. 1914)
- 2000 - L. Sprague de Camp, scrittore statunitense (n. 1907)

## XXI secolo(137)
- 2001 - Rose Marie Eggmann, pittrice svizzera (n. 1924)
- 2001 - Don Lavoie, economista statunitense (n. 1951)
- 2001 - Anthony Shaffer, drammaturgo, sceneggiatore e scrittore inglese (n. 1926)
- 2002 - Michel Majerus, artista lussemburghese (n. 1967)
- 2002 - Joaquín Navarro Perona, calciatore spagnolo (n. 1921)
- 2002 - Sid Sackson, ingegnere statunitense (n. 1920)
- 2002 - Gianluca Signorini, calciatore italiano (n. 1960)
- 2002 - Ed Smallwood, cestista statunitense (n. 1937)
- 2003 - Crash Holly, wrestler statunitense (n. 1971)
- 2003 - Zoe Incrocci, attrice e doppiatrice italiana (n. 1917)
- 2003 - Rie Mastenbroek, nuotatrice olandese (n. 1919)
- 2003 - Eduardo Palomo, attore e cantante messicano (n. 1962)
- 2003 - Rudolf Schönbeck, calciatore tedesco (n. 1919)
- 2004 - Pete Jolly, pianista, fisarmonicista e compositore statunitense (n. 1932)
- 2004 - Antonio Landieri, italiano (n. 1979)
- 2004 - Marion Shilling, attrice statunitense (n. 1910)
- 2004 - Johnny Warren, allenatore di calcio e calciatore australiano (n. 1943)
- 2005 - Francesco De Masi, compositore e direttore d'orchestra italiano (n. 1930)
- 2005 - Minako Honda, cantante giapponese (n. 1967)
- 2005 - José Antonio Infantes Florido, vescovo cattolico spagnolo (n. 1920)
- 2006 - Gelsomino D'Ambrosio, designer italiano (n. 1948)
- 2006 - Francisco Fernández Ochoa, sciatore alpino spagnolo (n. 1950)
- 2006 - Federico López, cestista portoricano (n. 1962)
- 2006 - Ivan Marković, allenatore di calcio croato (n. 1928)
- 2007 - Enzo Biagi, giornalista, scrittore e conduttore televisivo italiano (n. 1920)
- 2008 - Michael Hinz, attore tedesco (n. 1939)
- 2008 - Larry James, velocista e ostacolista statunitense (n. 1947)
- 2009 - Pedro Aguirrebeña, pallanuotista cileno (n. 1917)
- 2009 - Dimitri De Fauw, ciclista su strada e pistard belga (n. 1981)
- 2009 - Otomar Krejča, attore teatrale e regista teatrale ceco (n. 1921)
- 2009 - Hans Lund, giocatore di poker statunitense (n. 1950)
- 2009 - Antonio Rosario Mennonna, vescovo cattolico italiano (n. 1906)
- 2009 - Samba Felix N'Diaye, regista senegalese (n. 1945)
- 2009 - Arne Natland, calciatore norvegese (n. 1927)
- 2009 - Oleksandr Sorokalet, calciatore ucraino (n. 1957)
- 2010 - Manlio Cecovini, politico e saggista italiano (n. 1914)
- 2010 - Peter Hilton, matematico e crittografo britannico (n. 1923)
- 2010 - Jo Myong-rok, generale e politico nordcoreano (n. 1928)
- 2010 - Pietro Leita, arbitro di calcio italiano (n. 1926)
- 2010 - Michael Seifert, militare e criminale di guerra ucraino (n. 1924)
- 2011 - Géza Alföldy, storico e epigrafista ungherese (n. 1935)
- 2011 - Ildo Avetta, architetto italiano (n. 1916)
- 2011 - Gordon Beck, pianista e compositore britannico (n. 1936)
- 2011 - Onorina Brambilla, partigiana e sindacalista italiana (n. 1923)
- 2011 - Isaac Chocrón, drammaturgo, economista e traduttore venezuelano (n. 1930)
- 2011 - Donya Feuer, coreografa, ballerina e sceneggiatrice statunitense (n. 1934)
- 2011 - Margaret Field, attrice statunitense (n. 1922)
- 2011 - Giacomo Gualco, politico italiano (n. 1936)
- 2011 - Mel Hancock, politico statunitense (n. 1929)
- 2011 - Gina Moncigoli, partigiana italiana (n. 1923)
- 2011 - Helmut Polensky, pilota automobilistico tedesco (n. 1915)
- 2011 - William David Lindsay Ride, zoologo e paleontologo inglese (n. 1926)
- 2011 - Luc Simon, pittore, litografo e vetraio francese (n. 1924)
- 2011 - Charles Walton, inventore statunitense (n. 1921)
- 2012 - Clive Dunn, attore, comico e artista inglese (n. 1920)
- 2012 - Ivor Powell, allenatore di calcio e calciatore gallese (n. 1916)
- 2012 - Juan Trejo, pallanuotista messicano (n. 1927)
- 2013 - Mirella Falco, attrice italiana (n. 1933)
- 2013 - Les Hunt, hockeista su ghiaccio canadese (n. 1937)
- 2013 - Clarence Parker, giocatore di football americano e giocatore di baseball statunitense (n. 1912)
- 2013 - Vincenzo Rossi, scrittore e poeta italiano (n. 1924)
- 2013 - Elisabeta Strul, rumena (n. 1920)
- 2013 - Roberto Zárate, calciatore argentino (n. 1932)
- 2014 - Giuseppe Anceschi, letterato italiano (n. 1936)
- 2014 - Philipp Fürst, ginnasta tedesco (n. 1936)
- 2014 - Viktor Kosteckij, attore russo (n. 1941)
- 2014 - Jaroslav Šíp, cestista e allenatore di pallacanestro cecoslovacco (n. 1930)
- 2015 - Robert Campbell, calciatore e allenatore di calcio inglese (n. 1937)
- 2015 - Enrico Gasperini, imprenditore italiano (n. 1962)
- 2015 - Karel Mejta, canottiere cecoslovacco (n. 1928)
- 2015 - Yitzhak Navon, politico, diplomatico e scrittore israeliano (n. 1921)
- 2016 - Claudio Bizzarri, calciatore italiano (n. 1933)
- 2016 - Zoltán Kocsis, pianista, direttore d'orchestra e compositore ungherese (n. 1952)
- 2016 - Gianni Scalia, critico letterario italiano (n. 1928)
- 2016 - Marc Sleen, fumettista belga (n. 1922)
- 2017 - Romano Bertola, compositore, paroliere e scrittore italiano (n. 1936)
- 2017 - Daniele Demma, attore, doppiatore e autore televisivo italiano (n. 1957)
- 2017 - Karin Dor, attrice tedesca (n. 1938)
- 2017 - Richard Gordon, astronauta statunitense (n. 1929)
- 2017 - Günter Hoge, calciatore tedesco orientale (n. 1940)
- 2017 - Feliciano Rivilla, calciatore spagnolo (n. 1936)
- 2018 - Verena Erlacher, calciatrice italiana (n. 1999)
- 2018 - John Eshun, allenatore di calcio e calciatore ghanese (n. 1942)
- 2018 - Tetsuo Gotō, attore e doppiatore giapponese (n. 1950)
- 2018 - José Lothario, wrestler messicano (n. 1934)
- 2018 - Hugh McDowell, violoncellista britannico (n. 1953)
- 2018 - Dave Morgan, pilota automobilistico e ingegnere britannico (n. 1944)
- 2018 - Mariù Pascoli, attrice italiana (n. 1935)
- 2018 - Emanuele Reali, carabiniere italiano (n. 1984)
- 2019 - Orlando Biagi, calciatore e allenatore di calcio italiano (n. 1935)
- 2019 - John Curro, violinista, violista e direttore d'orchestra australiano (n. 1932)
- 2019 - Mike Fray, velocista giamaicano (n. 1947)
- 2019 - Mafonso, pittore italiano (n. 1948)
- 2019 - Valentino Persenda, allenatore di calcio e calciatore italiano (n. 1936)
- 2019 - Einar Sæbø, calciatore norvegese (n. 1960)
- 2019 - Jan Stráský, politico cecoslovacco (n. 1940)
- 2020 - Giuseppe Amadei, politico italiano (n. 1919)
- 2020 - King Von, rapper e criminale statunitense (n. 1994)
- 2020 - Gianni Clerici, giocatore di baseball italiano (n. 1947)
- 2020 - Stefano D'Orazio, batterista, paroliere e cantante italiano (n. 1948)
- 2020 - June Foulds-Paul, velocista britannica (n. 1934)
- 2020 - Ferdinando Margutti, politico italiano (n. 1934)
- 2020 - Luke Rhinehart, scrittore statunitense (n. 1932)
- 2020 - Jan Rodvang, calciatore e allenatore di calcio norvegese (n. 1939)
- 2020 - Piero Simondo, pittore italiano (n. 1928)
- 2020 - Fernando Ezequiel Solanas, regista e politico argentino (n. 1936)
- 2020 - Ken Spears, animatore e produttore televisivo statunitense (n. 1938)
- 2020 - Natan Zach, scrittore e poeta israeliano (n. 1930)
- 2021 - Maurice Caillet, medico e scrittore francese (n. 1933)
- 2021 - Giuliano Cozzani, partigiano italiano (n. 1921)
- 2021 - Edward Fender, slittinista polacco (n. 1942)
- 2021 - Cissé Mariam Kaïdama Sidibé, politica maliana (n. 1948)
- 2021 - Pavol Molnár, calciatore cecoslovacco (n. 1936)
- 2021 - Angelo Mosca, giocatore di football americano e wrestler statunitense (n. 1937)
- 2021 - Shawn Rhoden, culturista giamaicano (n. 1975)
- 2021 - Franco Sioli, baritono e pianista italiano (n. 1955)
- 2021 - Juchym Zvjahil's'kyj, politico ucraino (n. 1933)
- 2021 - Luíz Antônio dos Santos, maratoneta brasiliano (n. 1964)
- 2022 - Carlo Galli, calciatore e dirigente sportivo italiano (n. 1931)
- 2022 - Edward Prescott, economista statunitense (n. 1940)
- 2023 - Janet Landgard, attrice statunitense (n. 1947)
- 2023 - Roel Luynenburg, canottiere olandese (n. 1945)
- 2023 - Antoni Martí, politico andorrano (n. 1963)
- 2023 - Dino Piana, musicista e trombonista italiano (n. 1930)
- 2023 - Simon Sze, ingegnere taiwanese (n. 1936)
- 2023 - Roman Torochov, militare russo (n. 1984)
- 2023 - Bruno Zanoni, ciclista su strada e pistard italiano (n. 1952)
- 2024 - Dorothy Allison, scrittrice, saggista e antropologa statunitense (n. 1949)
- 2024 - John Dempsey, calciatore irlandese (n. 1946)
- 2024 - Christian Godard, fumettista e illustratore francese (n. 1932)
- 2024 - Pavel Klimenko, generale russo (n. 1977)
- 2024 - Guglielmo Mecozzi, calciatore italiano (n. 1936)
- 2024 - John Nott, politico britannico (n. 1932)
- 2024 - Madeleine Riffaud, poetessa, giornalista e partigiana francese (n. 1924)
- 2024 - Fabio Sartor, attore italiano (n. 1954)
- 2024 - Daniel Spoerri, danzatore, coreografo e pittore rumeno (n. 1930)
- 2024 - Tony Todd, attore e doppiatore statunitense (n. 1954)

## Senza anno specificato(2)
- Sant'Appiano, santo
- Leonardo di Noblac, abate e santo franco